# Sinobatis caerulea
Sinobatis caerulea — вид хрящевых рыб рода Sinobatis семейства нитерылых скатов отряда скатообразных. Обитают в тропических водах восточной части Индийского между  21° ю. ш.  и  26° ю. ш. Встречаются на глубине до 1168 м. Их крупные, уплощённые грудные плавники образуют диск с широким вытянутым рылом, которое оканчивается заострённым выростом. Передние лопасти брюшных плавников имеют вид конечностей. Максимальная зарегистрированная длина 69 см. 

## Таксономия
Впервые вид был научно описан в 2008 году. Он был причислен к новому роду Sinobatis, описанному в той же работе и отделённому от рода нитерылых скатов. Видовой эпитет происходит от слова лат. caeruleus — «синий». Вид известен всего по 5 особям, назначенным типовыми экземплярами. 
Голотип представляет собой неполовозрелого самца длиной 53,9 см и диском шириной 33,2 см, пойманного в водах  Норт-Уэст-Кейп  у побережья Западной Австралии (21°54′ ю. ш. 116°40′ в. д.) на глубине 1100—1158 м. Паратипы: самка длиной 68,4 см и диском шириной 42,8 см, пойманная там же; самец длиной 40,7 см и диском шириной 23 см, пойманный у берегов Дерк-Хартог на глубине 1115—1125 м и 2 самки длиной 33,2—35,6 см и диском шириной 19,8—20,1 см, пойманные к юго-западу от Пойнт Клоутс на глубине 482—544 м. 

## Ареал
Эти глубоководные скаты обитают у берегов Западной Австралии. Встречаются на верхней и средней части материкового склона на глубине от 482 до 1168 м. 

## Описание
Широкие и плоские грудные плавники этих скатов образуют округлый широкий диск. Длина переднего края в 8—9,1 раз превышает ширину рта. Рыло вытянутое и заострённое. Кожа лишена чешуи. Спинные плавники отсутствуют. На вентральной стороне диска расположены 5 жаберных щелей, ноздри и рот.  Длина короткого хвоста от клоаки до кончика составляет 35 %—142 % длины диска. Дистальная часть хвоста немного латерально расширена. Глаза мелкие, их диаметр равен 10,9—15,7 длины рыла по горизонтали и 13,1—17,9 длины головы. Ширина хвоста у кончика в 1,5—1,6 раз меньше ширины в средней части. Количество лучей грудных плавников 72—76. Брюшные плавники среднего размера. Длина их передних долей составляет 15,4—16 % длины тела. На каждой челюсти имеется по 24—30 зубных рядов. Общее количество позвонков 184—212. Дорсальная и вентральная поверхность у только что пойманных рыб имеет синеватый оттенок. Максимальная зарегистрированная длина 69 см. 

## Взаимодействие с человеком
Эти скаты не являются объектом целевого лова. Возможно, они попадаются в качестве прилова при глубоководном тралении. В ареале ведётся очень незначительный глубоководный промысел. Международный союз охраны природы присвоил этому виду  охранный статус  «Вызывающий наименьшие опасения».